# Zwartland

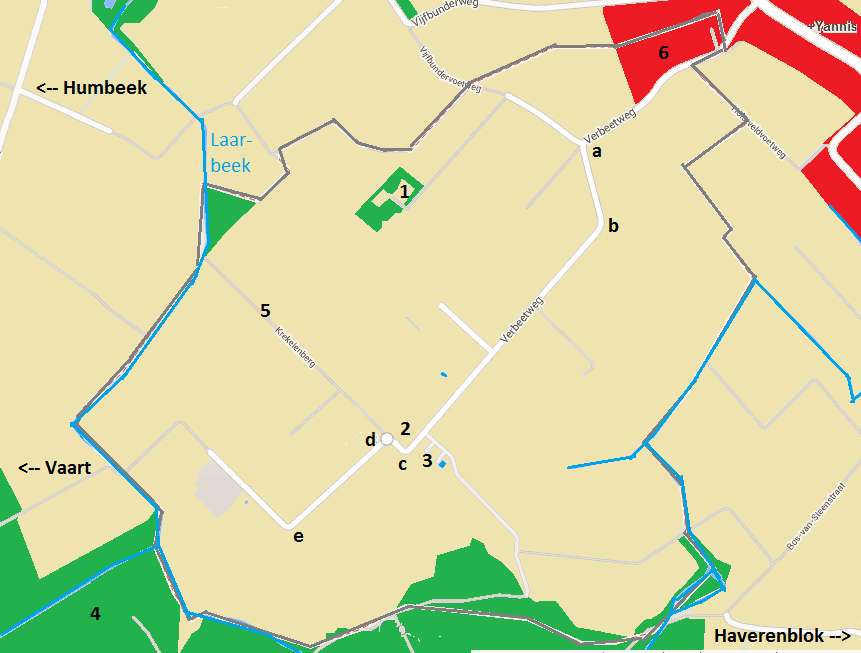
Kaart van het Zwartland. 1) Sooikesikhoeve; 2) Zwartlandhoeve; 3) Waterwinning; 4) Kattemeuterbos; 5) Krekelenberg; 6) "Vooraan". De letters staan voor de 90°-bochten: a=1, b=2 enz. Het rood gekleurde gebied staat voor woonzone, hetgeen buiten de Zwartlandse grenzen is de kern van Zemst-Bos.

Het Zwartland is een gehucht in de gemeente Zemst in de Belgische provincie Vlaams-Brabant. Het gehucht sluit aan bij het dorp Zemst-Bos en bestaat uit het merendeel van de Verbeetweg. De Laarbeek vormt de westelijke grens van het gehucht.

## Naam
De naam "Zwartland" verwijst de grond die er ligt. Achteraan de Verbeetweg is er een deel van de bodem die zichtbaar donkerder is dan het direct omliggende gebied, bijna zwart.

## Geschiedenis

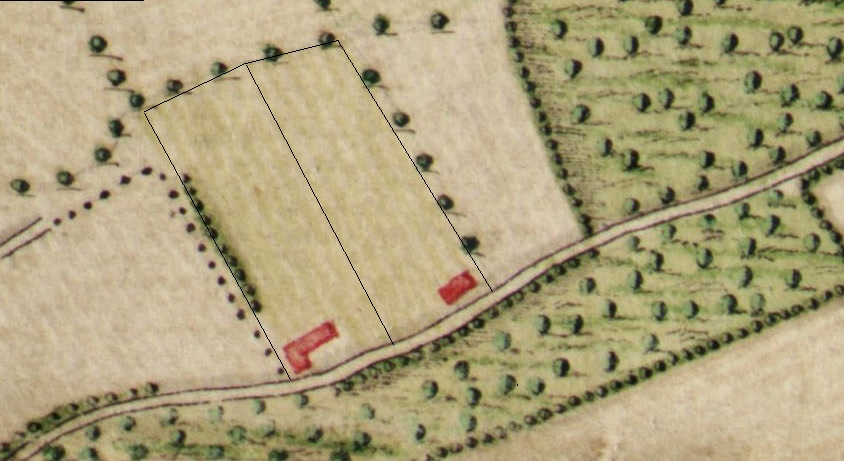
Kaartje uit 1775 met de L-vormige Zwartlandhoeve en het andere boerderijtje. Het uitstekende stuk van de Zwartlandhoeve werd afgebroken en de straat werd rechtgetrokken, dichter bij de gevel

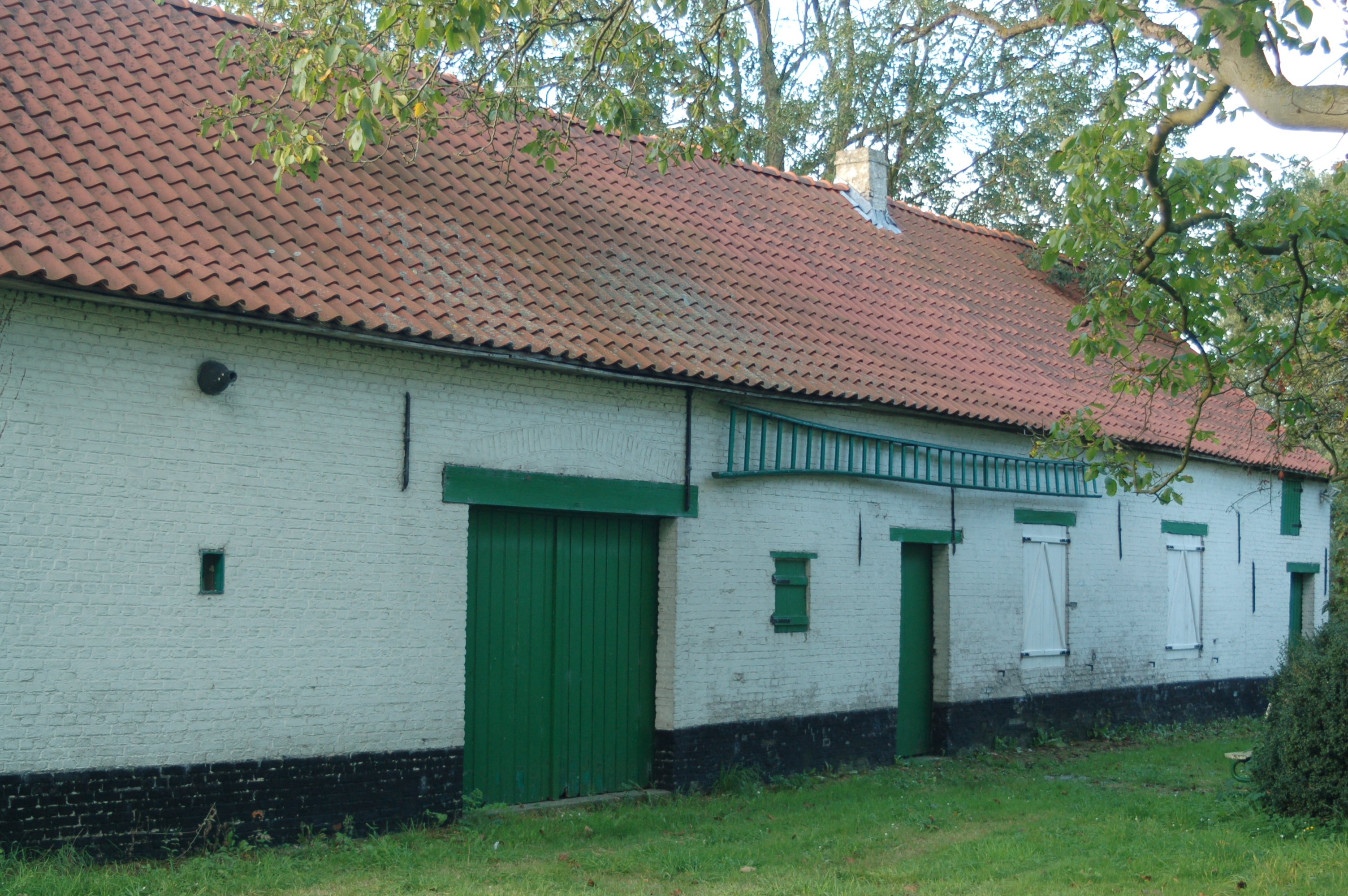
De 'Sooikesikhoeve' uit het derde kwart van de 19e eeuw, een van de oudste nog bestaande gebouwen van het Zwartland

### Romeinse tijd
In 1997-1998 werd het grootste archeologisch onderzoek ooit in Vlaanderen gehouden, namelijk bij de aanleg van de vTn-I aardgasleiding. De hele sleuf voor deze leiding werd onderzocht van in Voeren tot in Zeebrugge. Deze leiding loopt ook doorheen het Zwartland. Er werden enkele niet te dateren kuilsporen gevonden, maar in een groep van kleine, onregelmatige kuilsporen werd ook één Romeins oxiderend gebakken bodemfragment ontaard. De precieze locatie van deze vondst is het veld tussen het rechte stuk van de straat en de Sooikesikhoeve.

### 18e eeuw
Een vroege vermelding van wat vandaag het Zwartland is komt uit 1702. In een verkoopakte wordt vermeld dat de Weterscheyde, een 5 bunder groot bos dat grensde aan het Verbertbosch, werd verkocht voor 1000 gulden. Het nu verdwenen Verbertbos was gelegen in de Verbeetweg die zijn naam eraan dankt. Een oud bewijs van bebouwing in de Verbertweg is te zien op de Villaretkaarten uit 1745-1748. Daarop zijn twee boerderijen te zien die ieder een stuk landbouwgrond van zo'n anderhalf hectare erbij hadden. Op het nevenstaande kaartje uit 1775 ziet men links wat men vandaag de Zwartlandhoeve noemt en rechts de tweede boerderij. Beide huizen staan er vandaag nog steeds, zij het beide verschillende malen verbouwd.
Tussen deze huizen en Zemst-Bos lagen onder andere het Verbertbos en Hogenbos. Doordat het gehucht grotendeels omringd was door (ook het Kattemeuterbos in het westen), is het historisch gegroeid dat het niet echt bij Zemst-Bos hoorde.

#### Volksmythe
Er bestaat een oude mythe over het Zwartland. De Sempstse Spieghel Historiael beschrijft deze als volgt: "Er was er een boertje in Zemst-Bos van wie de gewassen niet wouden gedijen. Hij bewerkte een "zwart land" dat voor de Franse Overheersing toebehoorde aan de parochie en door de sansculotten aan een privépersoon was verkocht. Deze boer liet een belezer uit Eppegem komen en deze bad drie dagen na elkaar, om drie uur in de namiddag, volgend schietgebed: 'Jezus Christus, zij gelooft! Laat groeien 't loof in deze grond gebenedijd, van duivels en ketters bevrijd; bim, bam, beieren... bim, bam beieren... Amen!' Niet veel later bloeiden de gewassen welig, tegen de zin van de kwelgeesten. De naam Zwartland is blijven bestaan, maar de boeren zelf verzwijgen liever de exacte locatie van het vernoemde perceel, want de duivels die de goddeloze Fransen meebrachten konden zo weleens opnieuw opgewekt worden om kwaad te stichten."
Indien dit volksverhaal klopt, zou dat betekenen dat het Zwartland oorspronkelijk eigendom zou geweest zijn van de parochie Zemst en dan door de Fransen verkocht aan een privébezitter eind 18e of begin 19e eeuw. In de late 19e eeuw was het alleszins in handen van de adellijke familie Van Nuffel d'Heynsbroeck. In 1921 verkocht Marie Estelle Charlotte Van Nuffel d'Heynsbroeck het als twee afzonderlijke percelen aan de toenmalige huurders van betreffende huizen. Beide boerderijen met grond werden verkocht voor 9.000 Belgische frank.

### 19e eeuw
Op een kaart van de gemeente Zemst uit 1849 is heel wat informatie te halen. Het voorste deel van de straat noemde de Verbeertstraat, na de eerste 90°-bocht veranderde het tot de Verbeertweg. Het gehuchtje zelf werd in de 18e eeuw ook nog vermeld als Het Verbert bij Sempst, met het stuk bij de Zwartlandhoeve dat wordt vermeld als het Klein Verbeert, en het stuk helemaal achteraan als het Verbeert. Ten noorden van het lange rechte stuk lag de voormelde Hogenbosch. Het stukje bos rondom de huidige Sooikesikhoeve was ook gekrompen en werd vermeld als het Abosch. Tussen beide kleine bosjes lag voorts nog het Stomkensbosch en tussen de Laarbeek en de Zwartlandhoeve lag nóg een klein stukje bos, het Brusselaersbos. Al deze kleine bosjes waren niet veel groter dan enkele hectaren. Verder stonden er toen acht huizen, vooral achteraan in de straat. In het begin van de 19e eeuw, alleszins voor de opmaak van voorschreven kaart, werd de Zwartlandhoeve grondig herbouwd. Het uitstekende stuk was verdwenen en achteraan was er dan weer een stuk bijgebouwd.

### 20e eeuw
Na de Tweede Wereldoorlog minderde de gedachte van een gehucht apart en werd het meer gezien als een deel van Zemst-Bos. Het nabijgelegen maar niet tot het gehucht horende Kattemeuterbos was in der tijd eigendom van de adellijke familie Demeure en verboden toegang voor buitenstaanders. Enkel en alleen de Zwartlanders mochten door het bos om zo via de Verbrande Brug de stad Vilvoorde een stuk sneller te bereiken, en dit omdat zij jaarlijks van de kasteeleigenaar een soort toegangspasje kregen. Dit was zo tot eind jaren 1970.

### 21e eeuw

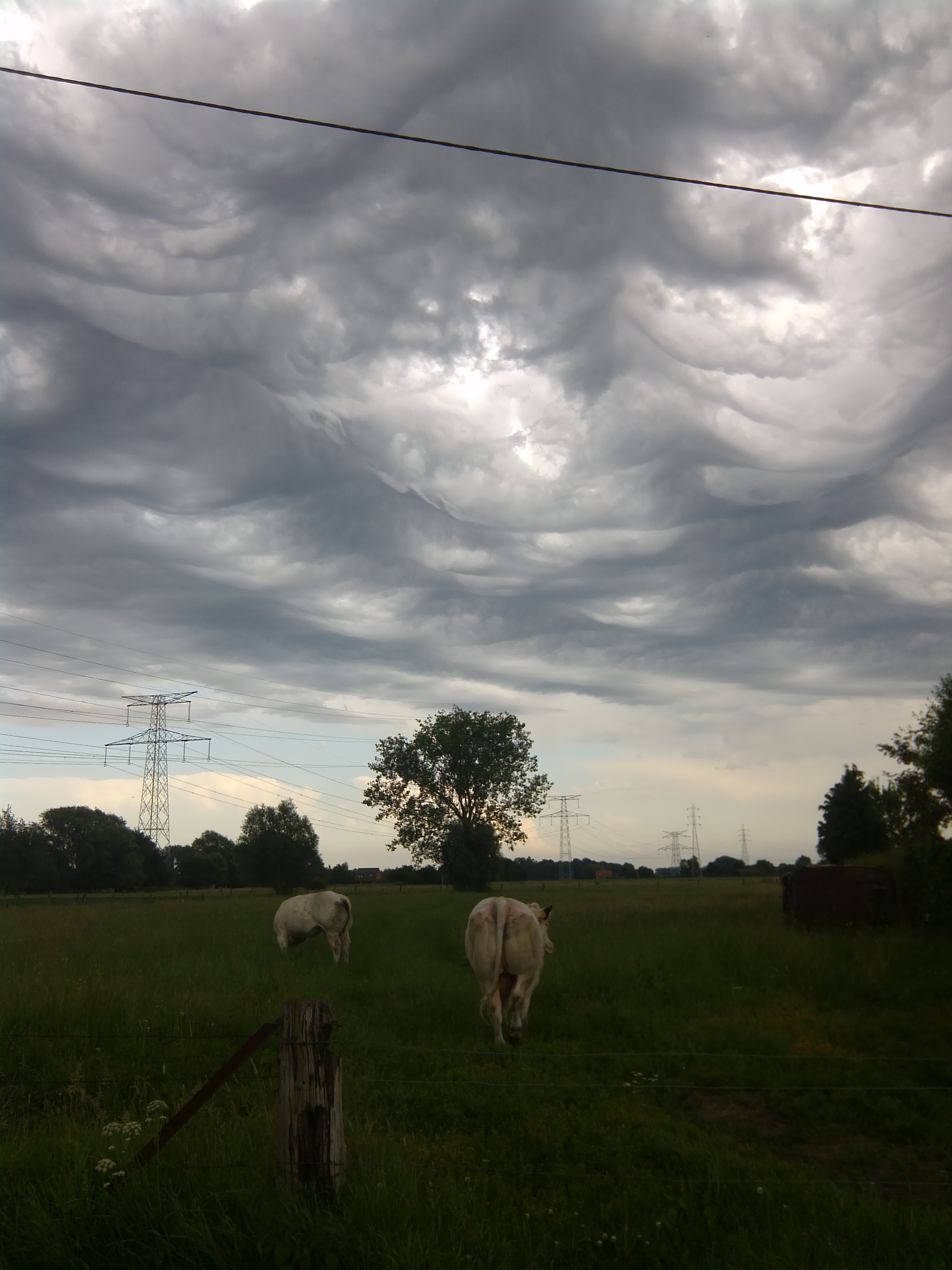
Donkere wolken pakken zich samen boven een koeienweide aan de 2e 90°-bocht (juni 2014)

#### Windhoos
Op 17 juni 2002 kreeg Zemst-Bos en Het Zwartland een windhoos te verduren. Veel dakpannen werden van de daken gesleurd en enkele fruitbomen werden met wortelstelsel en al uit de grond gerukt. De oude eik die aan de eerste van de vijf 90°-bochten stond, een heus natuurmonument dat ook wel 'den dikken boom' werd genoemd, overleefde die dag niet.

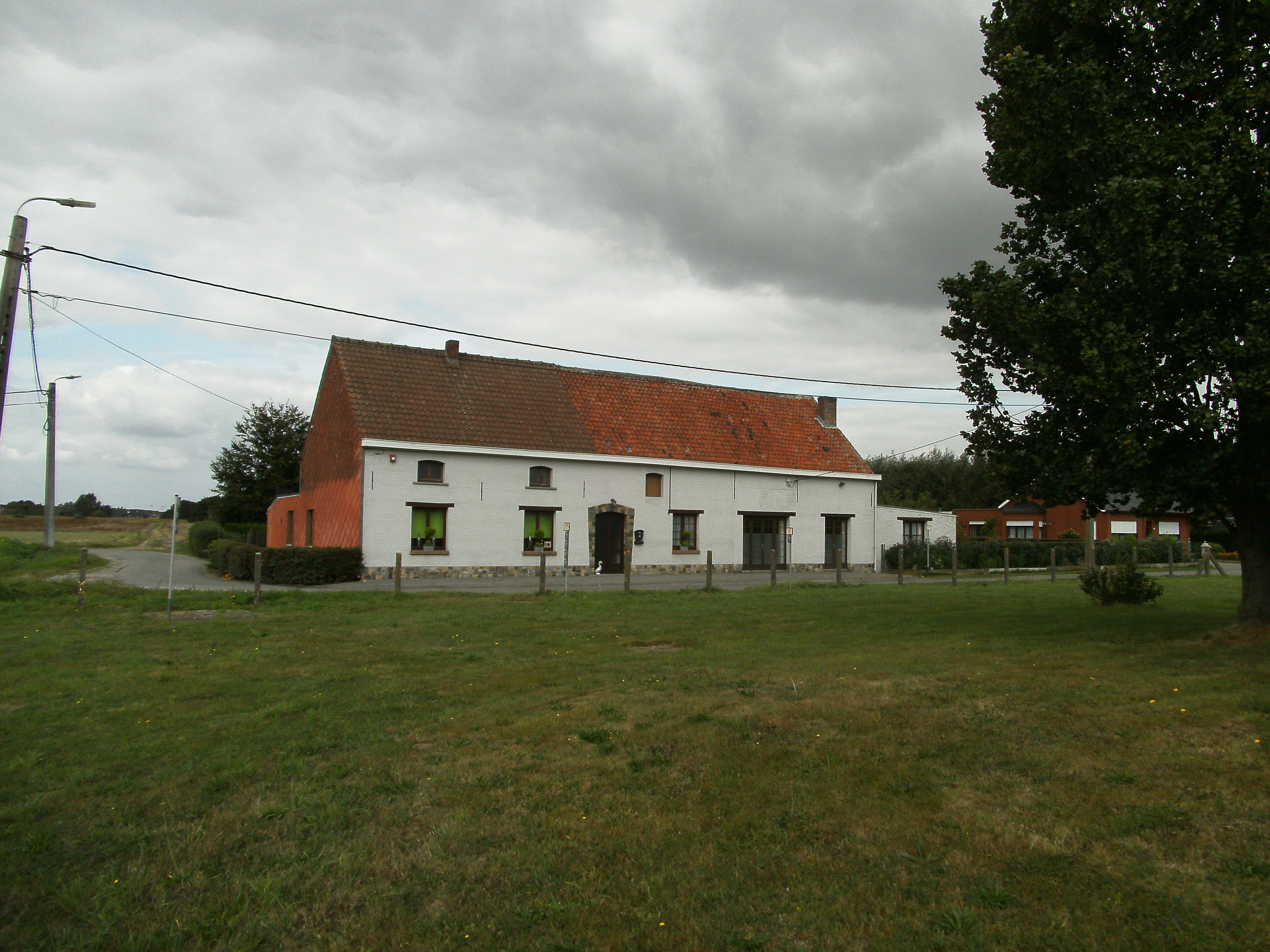
De Zwartlandhoeve is het oudste huis van Het Zwartland; ze werd vóór 1748 gebouwd. Ze werd weliswaar meerdere malen verbouwd in de 19e en 20e eeuw en recent opnieuw in 2016-17. Het linkse gedeelte was oorspronkelijk het woongedeelte, het grotere rechtse deel was vroeger stal en schuur en werd in 1982 het jachthuis (zie trivia). De afstammelingen van de eerste Zwartlanders waren tot in 2014 de eigenaars. Pas in het begin van 2013 werd beslist om het naamloze huis te dopen tot Zwartlandhoeve. Foto 2014.

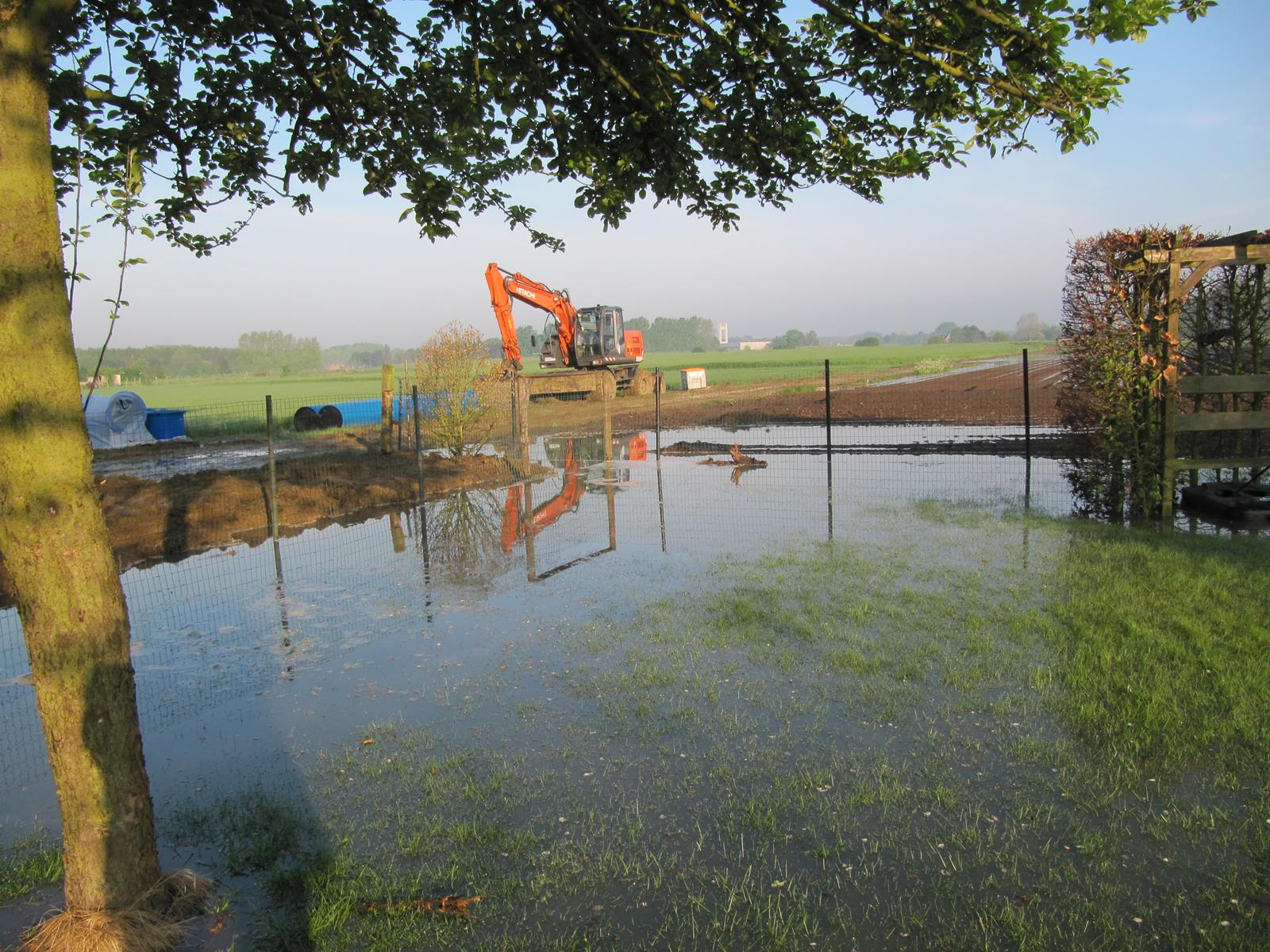
Overstroming op het Zwartland na leidingbreuk (23 april 2014)

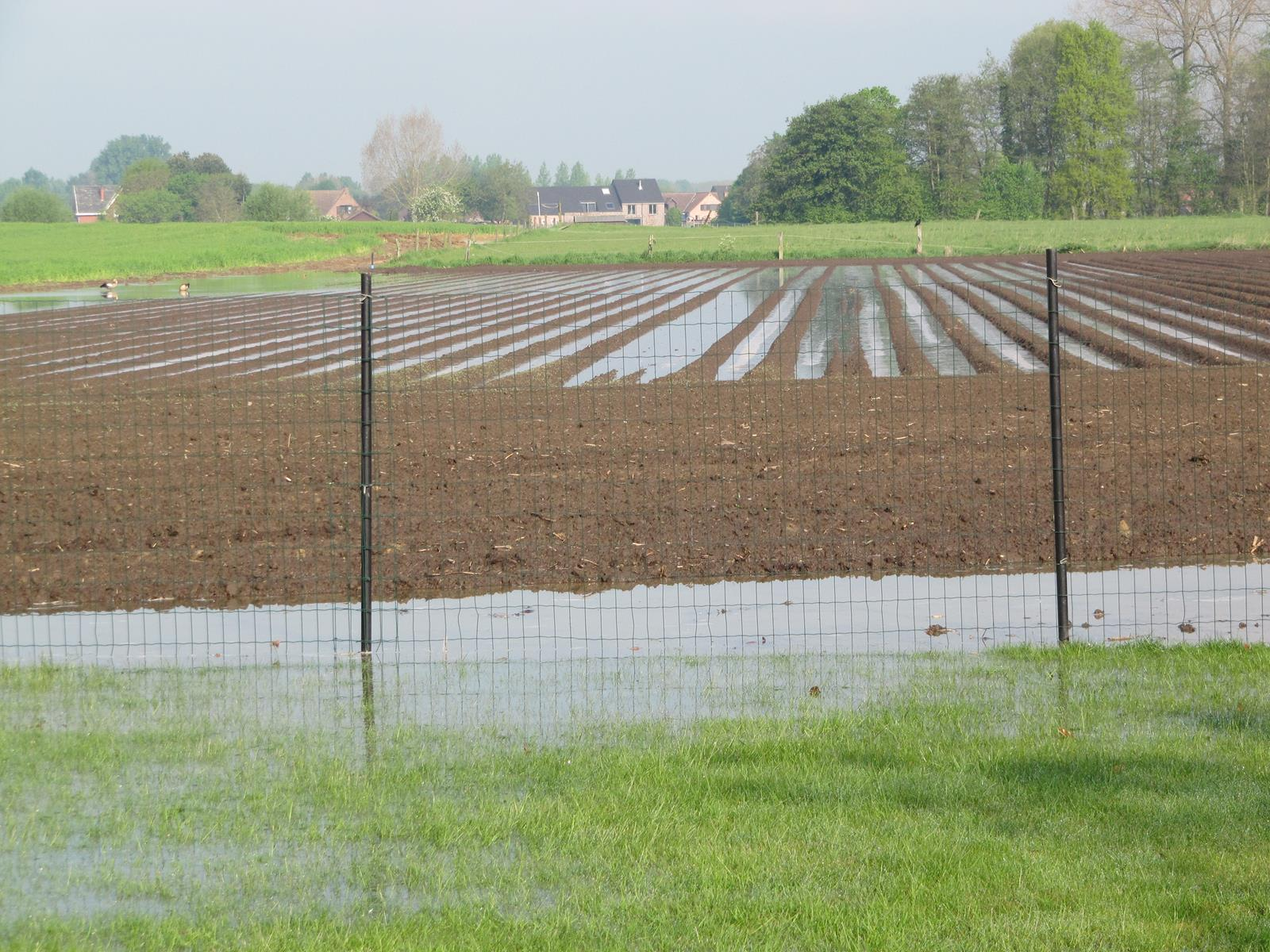
Overstroming op het Zwartland na leidingbreuk (23 april 2014)

#### Wegenwerken
Van 2011 tot begin 2012 werden in heel Zemst-Bos grote werken uitgevoerd. Ook vooraan het Zwartland werden er werken uitgevoerd. Het voorste deel van de straat werd verbreed, zodat auto's elkaar ongehinderd kunnen passeren, dit is verder achteraan het Zwartland niet het geval. Ook kregen de huizen vooraan riolering en de mogelijkheid tot een aardgasaansluiting.
Op 2 oktober 2015 kreeg heel het achterste deel van de Verbeetweg, na vele jaren, een nieuwe laag asfalt. De straat werd ook een klein beetje breder, maar er werd weliswaar geen riolering aangelegd.

#### Waterleiding
In de lente van 2014 werd de hoofdwaterleiding Zemst-Bos-Droeshout vervangen. Deze werd aangelegd in 1948 en vertoonde de voorbije jaren vaker lekken. Op 14 april 2014 viel er een put midden in het wegdek waar water uit lekte, net voorbij de Zwartlandhoeve. Deze werd hersteld maar in de ochtend van 23 april kwam er een enorm lek dat voor veel schade zorgde. Een tuin, een deel van de straat en drie velden kwamen onder water te staan (zie foto's).

## De Zwartlandhoeve
De Zwartlandhoeve bestond reeds in de jaren 1740, zoals te zien op de Villaretkaart. De eerste gekende pachters waren Jozef Willem Verdoodt en zijn vrouw Anna Maria De Bauw. De hoeve ging na hun dood over naar hun oudste zoon Willem Verdoodt. Na diens overlijden werd de pacht overgenomen door Willems zoon Jan Francis Verdoodt. De vierde generatie die de hoeve pachtte was de alleenstaande Edouard Verdoodt, die het gebouw en de grond (1,4 hectare) in 1921 overkocht van Marie Charlotte Estelle Van Nuffel d'Heynsbroeck voor 9.000 frank. Zo kwam de hoeve na bijna anderhalve eeuw officieel in de handen van de familie Verdoodt.
In 1937 ging Joanna Van Win met haar man Frans De Doncker in de Zwartlandhoeve bij haar nonkel Edouard Verdoodt wonen. Omdat tot dan toe al zovele jaren Verdoodts in de hoeve woonden werd de hoeve vaak de Hoeve Verdoodt genoemd. In 1947 stierf vrijgezel Edouard, waarop het huis en de eigendommen overgingen naar zijn neef Frans. Frans overleed in 1958 en de hoeve bleef eigendom van zijn vrouw, met zoon Raymond die uiteindelijk de eigendommen erfde. Het woongedeelte van de hoeve werd vanaf toen een huurhuis en de stal en schuur werden in 1982 omgebouwd tot een jachtpaviljoen, Raymond was immers jachtwachter van het omliggende gebied van 1982 tot 2008. In de zomer van 2014 werd de hoeve verkocht aan nieuwe eigenaars.

## Sport
Op Het Zwartland bevindt zich geen enkele sportfaciliteit. Van 1974 tot 1979 bevond er zich in Zemst-Bos een vriendschappelijke vrouwenvoetbalploeg: VK Spilt. De club had groen en wit als clubkleuren. Het veld van de ploeg bevond zich eerst op de Spiltstraat, vlak bij hun uitvalsbasis (het nu verdwenen) Café 't Spilt in Bos. Daarna verhuisde het veld naar vooraan in de Verbeetweg, en later naar achteraan in de Verbeetweg. Hierdoor kende Het Zwartland dus enkele jaren zijn eigen voetbalploeg. In de periode dat VK Spilt speelde op Het Zwartland, werd een geitenbok genaamd Jan als teammascotte gekozen. Deze geit werd meegenomen naar de thuismatchen en had altijd zijn kostuum aan.

## Waterwinning

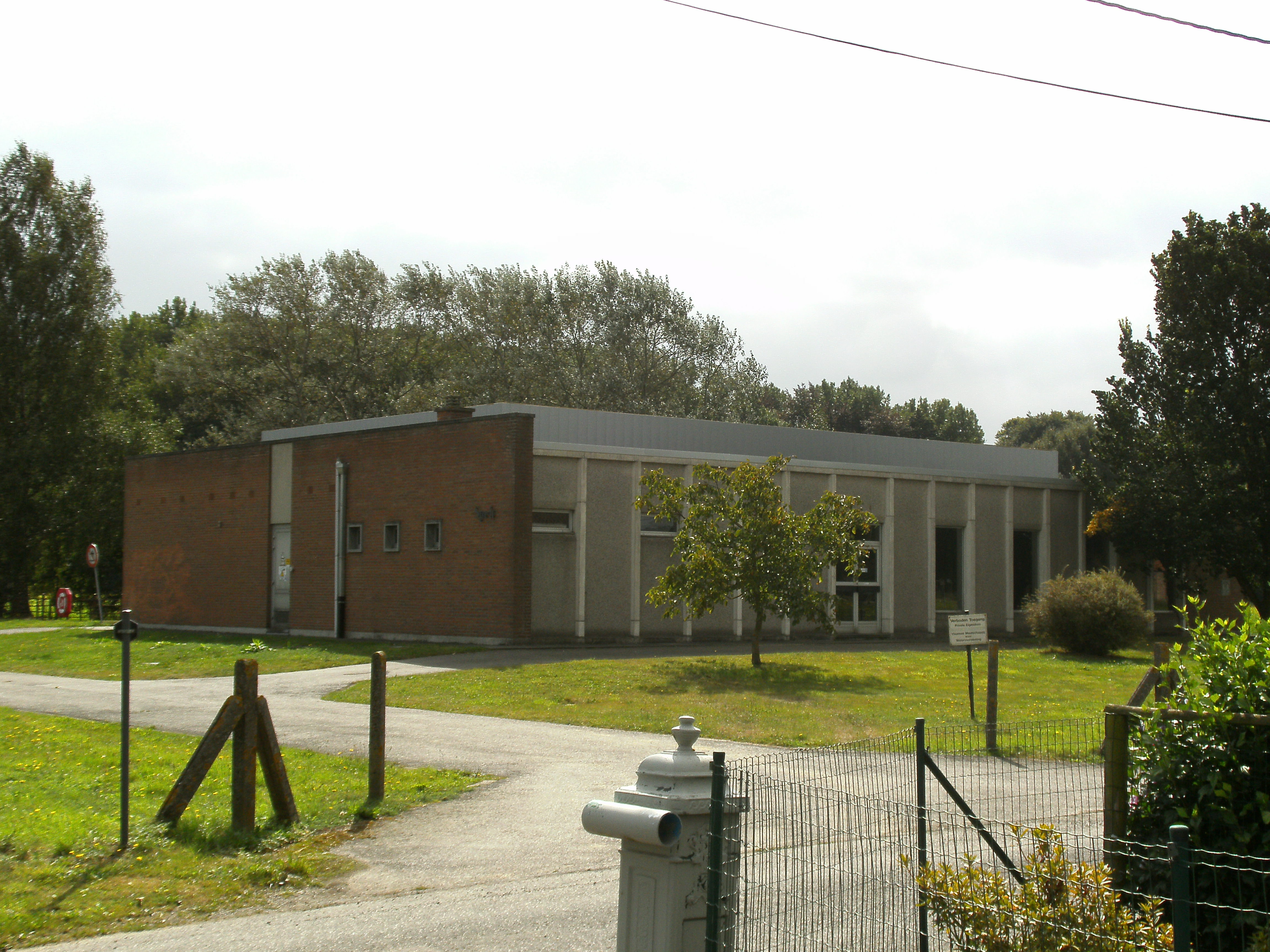
Voorkant van waterwinningscomplex Spelt.

Aan de derde van de vijf 90°-bochten van de Verbeetweg bevindt zich sinds 1978 een waterwinningsinstallatie waar tot in 2019 dagelijks tot anderhalf miljoen liter grondwater naar boven gestuwd werd; ofwel meer dan een half miljard liter per jaar. Deze installatie stond bekend als Spelt. Dit water werd in de distributieketen gepompt en als drinkwater gebruikt. Het water werd echter niet in deze regio verbruikt, maar in de regio van Opwijk en Dendermonde en gedeeltelijk in Humbeek. Het overtollige water werd in de nabijgelegen beek, de Laarbeek geloosd. Dit zorgt ervoor dat deze beek een van de zuiverste van de regio is en dat er een kleine stekelbaars-populatie mogelijk is. Het volledige gehucht bevindt zich in een beschermingszone drinkwater.
In de zomer van 2012 werd de achterkant vernieuwd en verfraaid en werd ook het dak hersteld. In 2019 werd het oppompen van water gestaakt en in november van dat jaar werd het gebouw volledig afgebroken en werd het wateropvangbekken gedempt.

## Galerij

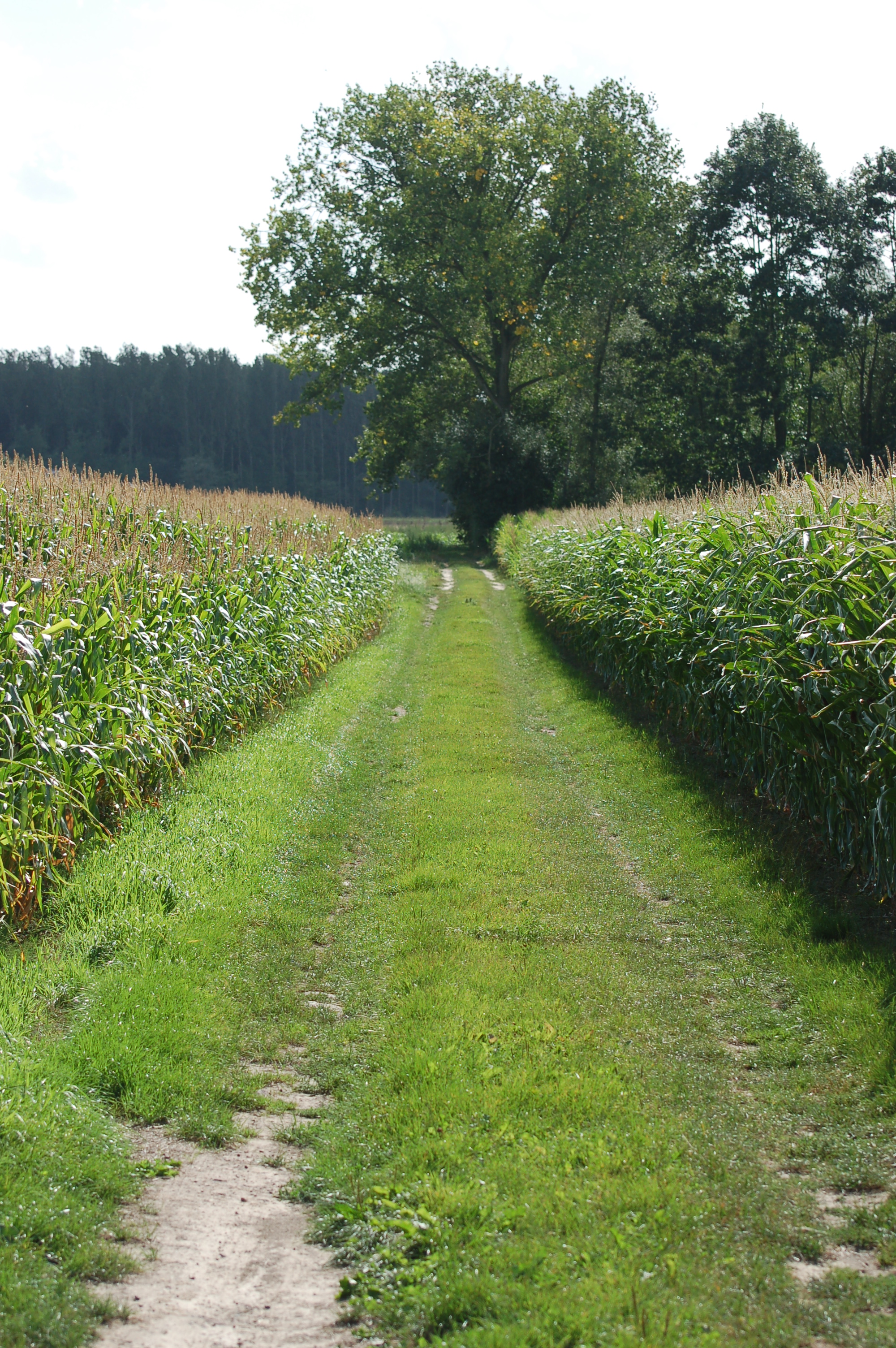
Veldweg richting de 'Sooikesikhoeve', met op de achtergrond het Kattemeuterbos.
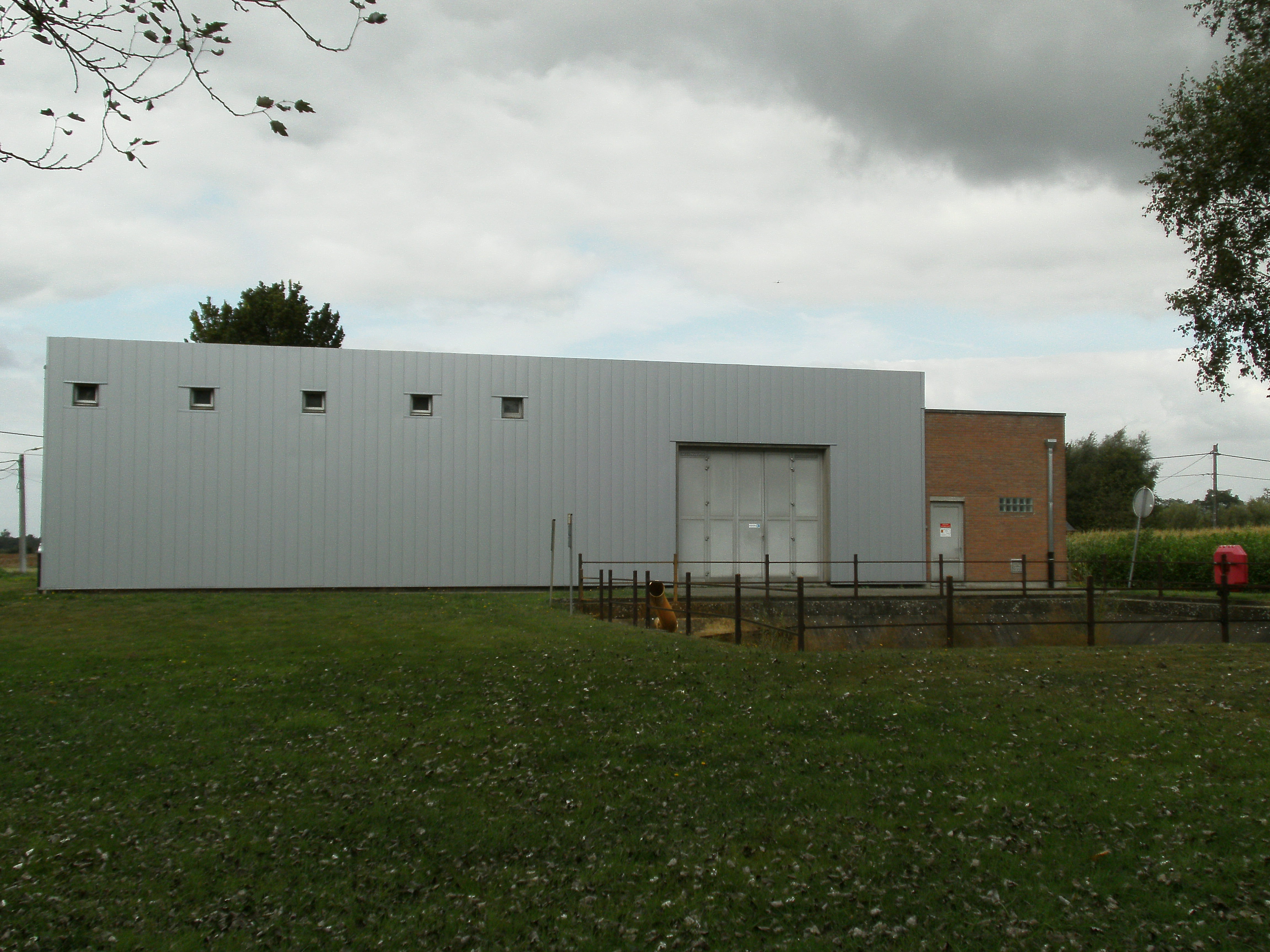
De in 2012 gerenoveerde achterkant van het waterwinningscomplex, met de bezinkselput zichtbaar. In 2020 werd het gebouw afgebroken en vervangen.
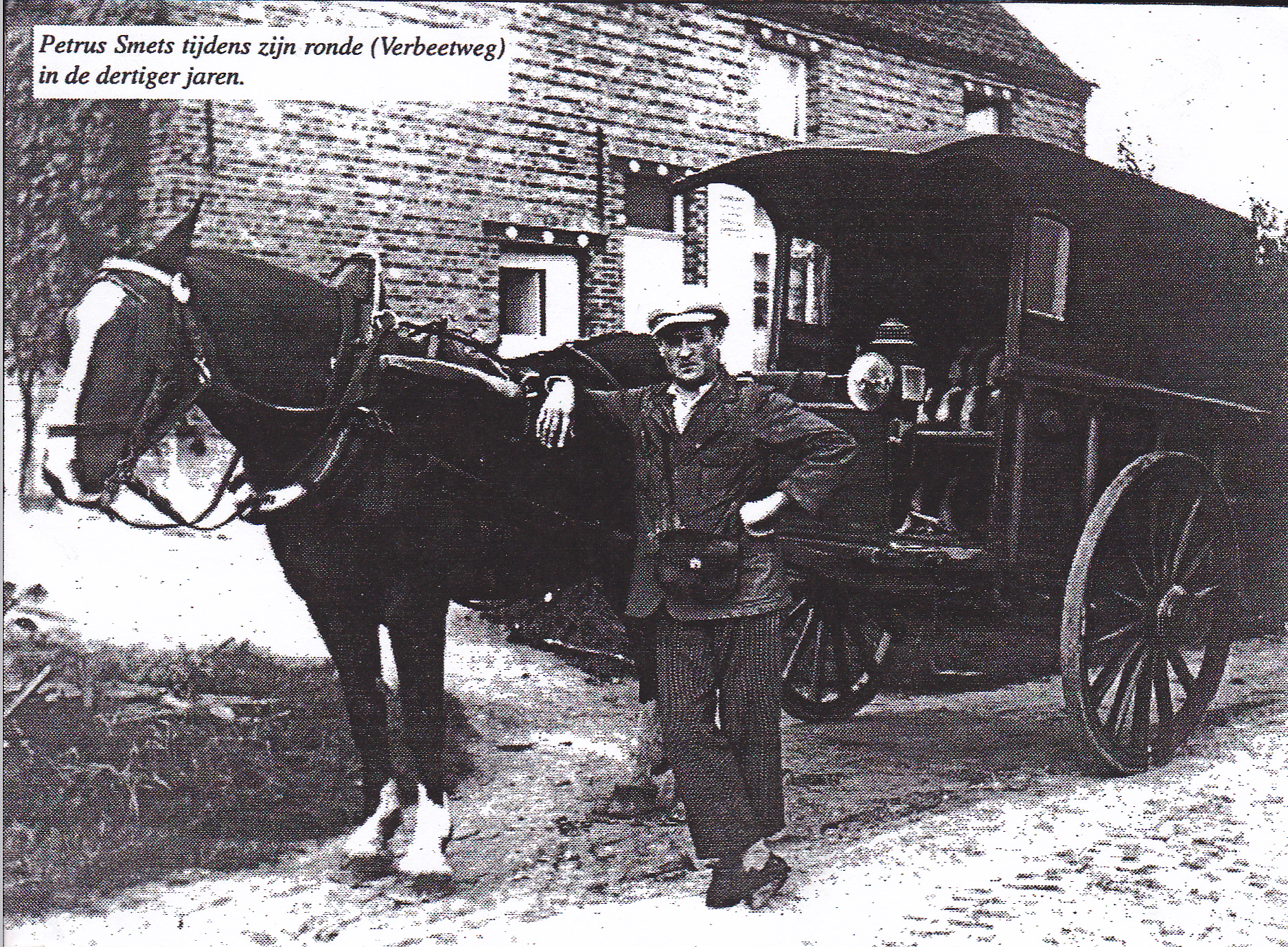
De bakker van Zemst-Laar, Petrus Smets, poseert tijdens zijn ronde in de jaren 1930 bij een huis vooraan het Zwartland.
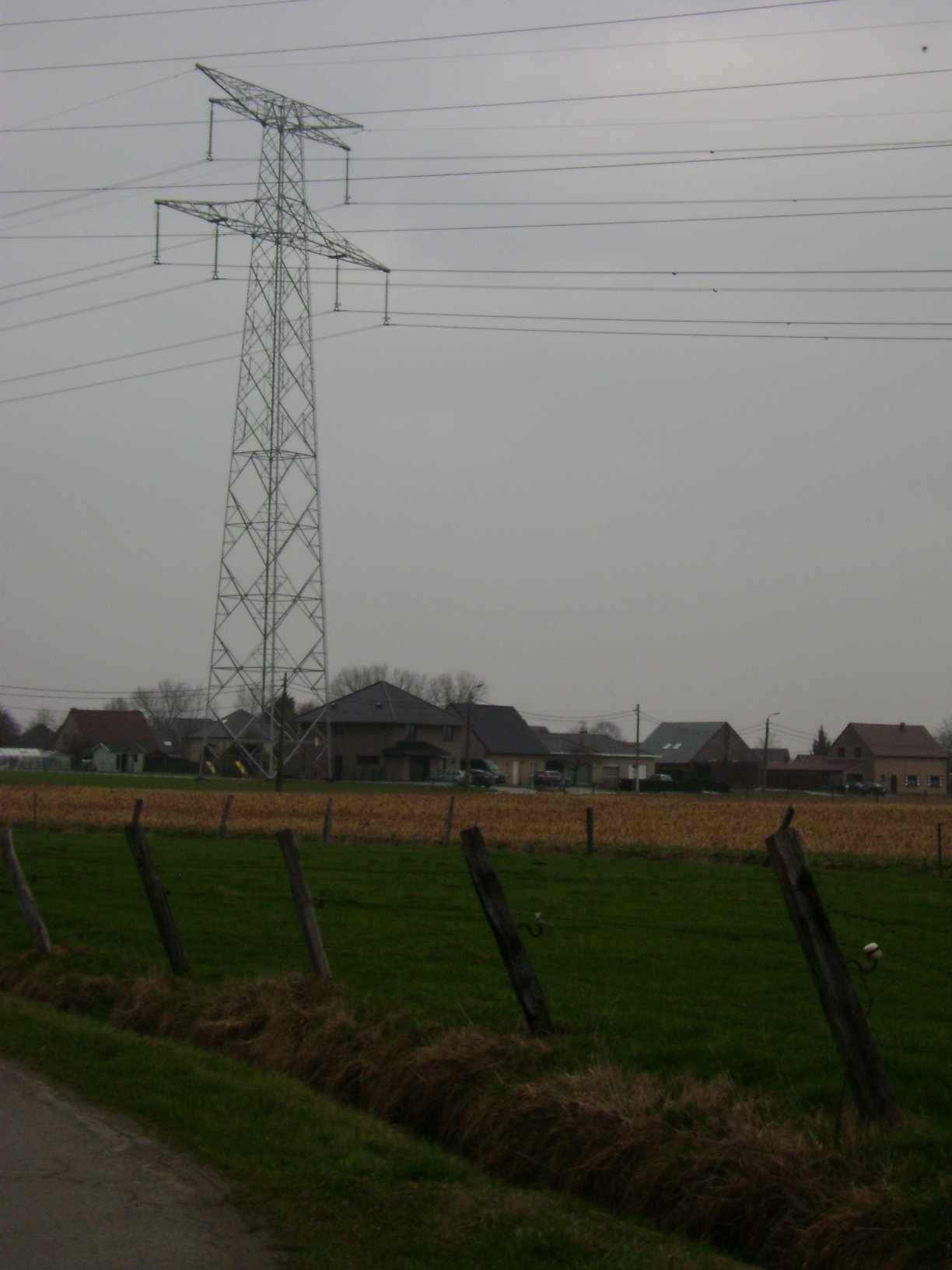
De twee grote hoogspanningslijnen zijn een vertrouwd zicht in het gehucht.
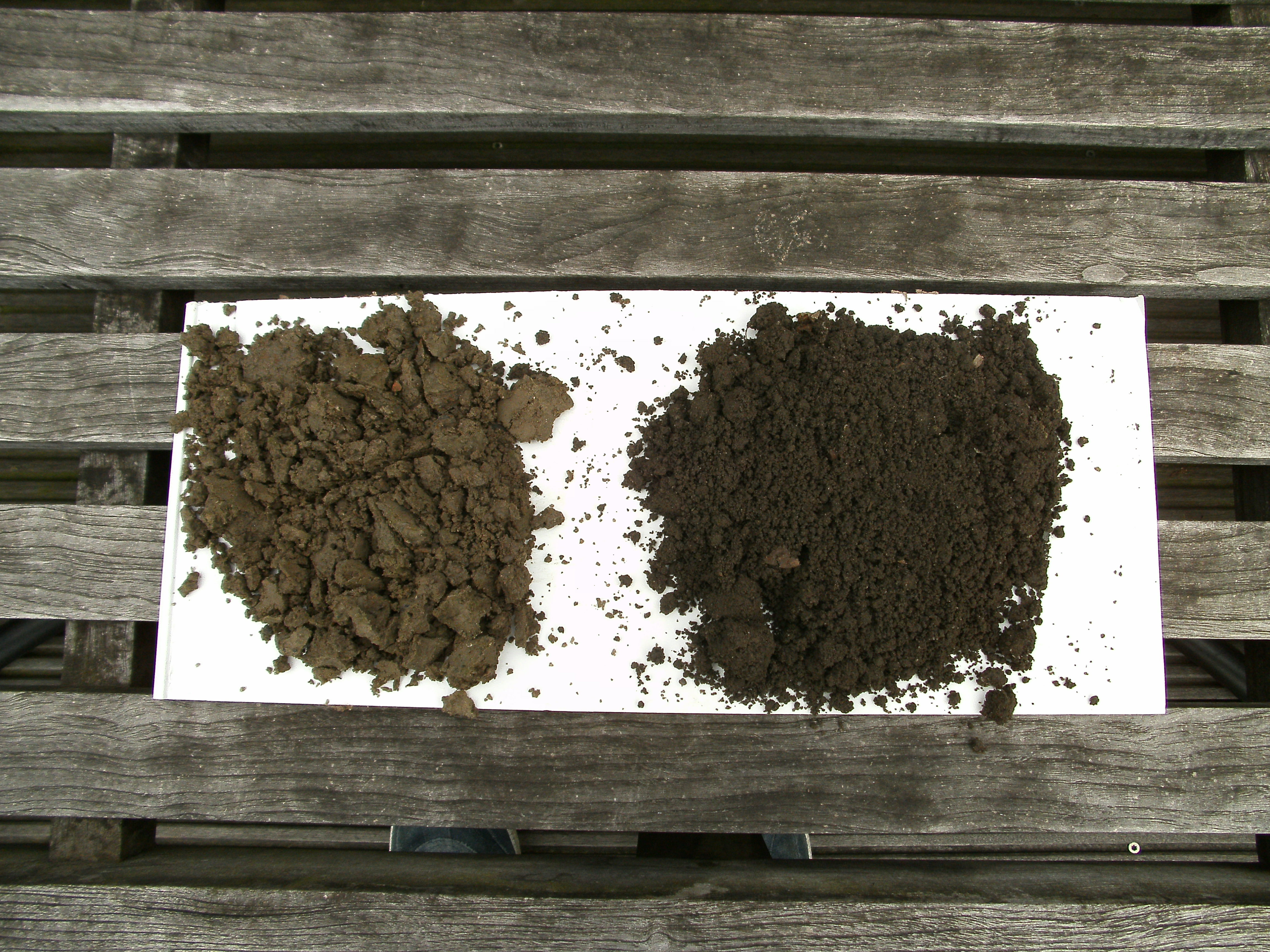
Grond van vooraan (links) en achteraan (rechts) Het Zwartland. Hoewel de twee plaatsen in vogelvlucht slechts 500 meter uit elkaar liggen, is het verschil toch zeer duidelijk.

## Trivia
- Op een uitgave van de Vlaams-Amerikaanse krant de Gazette van Detroit stond op de voorpagina een Belgisch winterlandschap. Dit was een foto genomen op Het Zwartland.
- Bijna alle huizen staan aan de noordkant van de straat.

Deelgemeenten: Elewijt · Eppegem · Hofstade · Weerde · Zemst

Overige dorpen en gehuchten: De Brug · Kleempoel · Werfheide · Wormelaar · Zemst-Bos · Zemst-Laar · Zwartland

Belgische gemeenten · Arrondissement Halle-Vilvoorde · Vlaams-Brabant · Vlaanderen